# Hein Bruehl
Hein Brühl (* 26. Dezember 1938 in Berlin) ist ein deutscher Hörspielautor und -regisseur.

## Wirken
Brühl arbeitete ab 1962 für den Westdeutschen Rundfunk, zunächst als freier Assistent und Hörspiellektor, später als freier Regisseur und Autor und ab 1974 als fest angestellter Redakteur. Ab 1999 war er redaktioneller Mitarbeiter des Studios Akustische Kunst, für das er u. a. Dionysische Verwandlungen eines Winzerfests (2000), Mexiko DF (2002) und Magic Nights (2003) produzierte. Er ist Autor von mehr als einem Dutzend Hörspielen und führte bei mehr als 170 Hörspielen Regie. Der andere geigt, der nächste frißt Gras – Gertrud von Wolfgang Schiffer wurde unter seiner Regie im Juli 1978 Hörspiel des Monats. Mit Das einsame Gewissen oder: Der Weg des Kurt Gerstein gewann er 2004 als Regisseur den Robert-Geisendörfer-Preis in der Kategorie Hörfunk.

## Hörspiele (Auswahl)
Autor/Regie:
- 1966: Fred Hoyle: Die schwarze Wolke (Bearbeitung (Wort)) – Regie: Otto Düben (Hörspielbearbeitung, Science-Fiction-Hörspiel – WDR)
- 1971: Aktionsspiel (auch Sprecher) – Regie: Hein Brühl (Original-Hörspiel – WDR)
- 1972: Gemeinsam mit Jürgen Alberts, Helmut Altland, Frenzel Benedyzuk, Karl-Heinz Engels, Addi Furler, Wolfgang Hammerich, Roswitha Horst und Klaus Schöning: Olympia-Spiele '72 – Sprecher: Die Autoren; Regie: Nicht angegeben (Originalhörspiel – WDR)
- 1973: Mit Co-Autorin Eva-Maria Götz: Zum Beispiel zwei alte Frauen in Berlin-Wedding – Regie: Nicht angegeben (Originaltonhörspiel – WDR)
- 1974: Mit den Co-Autoren Gabor Altorjay und Indulis Bilzens: Tod eines Endverbrauchers oder Wie finde ich denn das? – Regie: Hein Brühl (Hörspiel – WDR)
- 1975: Das Kontingent oder Türkische Spezialitäten für die Möller + Sohn Co-KG – Regie: Hein Brühl (Hörspiel – WDR)
- 1976: Mit Co-Autorin Gretl Brand: „Arbeitskräfte“: jugendliche Arbeitslose: Herr Fabrika Kollege! Du Arbeiter, ich Arbeiter – Regie: Nicht angegeben (Hörspiel – WDR)
- 1977: Plädoyer für eine erweiterte O-Ton-Praxis. Erfahrungsbericht (Bericht – WDR)
- 1981: Eve Dessarre: Ein Meer voller Maiglöckchen (Hörspiel – WDR)
- 1981: Mit leicht gestutzten Flügeln. Szenen aus der Nachbehandlung des Oswald Greif – Regie: Hein Brühl (Originalhörspiel, Science-Fiction-Hörspiel – SWF)
- 1984: Mit Co-Autorin Karin Sarholz: Wo bitte geht’s zum Frieden – Innenansichten einer Demonstration – Regie: Karin Sarholz, Hein Brühl (Originaltonhörspiel – SWF)
- 1990: Briefonkel. Zwölf Tagträume – Regie: Hein Brühl (Hörspiel – SWF)
- 1993: Mit Co-Autor Klaus Schöning: Studio Akustische Kunst; Begegnungen mit Japan: Satelliten-Klangbrücke Köln – Kyoto. Akustische Dokumentation über die Klangbrücke von Bill Fontana – Regie: Hein Brühl, Klaus Schöning (Ars acustica – WDR)
- 1994: Mit Co-Autor Herbert Hoven: Vogelfallen. Geschichten und Legenden um den Zeichner Anton Hoch – Regie: Herbert Hoven, Hein Brühl (Originalhörspiel – WDR)
- 2000: Mit Co-Autor Richard Ortmann: Dionysische Verwandlungen eines Winzerfestes – Regie (Realisation): Richard Ortmann, Hein Brühl (Ars acustica – WDR)
- 2003: Mit Co-Autor Suleman Taufiq: Magic Nights – Metropolis Marrakesch – Regie (Realisation): Hein Brühl (Ars acustica – WDR)